# Made in China 2025
Made in China 2025 (chinesisch 中国制造2025, Pinyin: Zhōngguó zhìzào 2025) ist ein strategischer Plan des chinesischen Premierministers Li Keqiang und dem chinesischen Staatsrat vom Mai 2015. Das Center for Strategic and International Studies beschreibt ihn als eine „Initiative zur umfassenden Aufwertung der chinesischen Industrie“, die direkt von der deutschen Industrie 4.0 inspiriert sei. Es ist ein Versuch, die Produktion des Landes in die Wertschöpfungskette zu führen. Zu den Zielen gehört die Erhöhung des inländischen Anteils von Kernmaterialien auf 40 % bis 2020 und 70 % bis 2025. Der Plan zielt auf High-Tech-Bereiche einschließlich der Pharmaindustrie ab, die derzeit weitgehend von ausländischen Unternehmen beherrscht werden. Der Council on Foreign Relations (Rat für auswärtige Beziehungen) ist der Ansicht, dass dies eine „echte existenzielle Bedrohung für die Technologieführerschaft der USA“ sei. Die Regierung unter Li Keqiang sieht ihren Plan mit den Vorgaben der Welthandelsorganisation (WTO) für das Land in Übereinstimmung.
2024 berichteten Medien über die Mitwirkung der Strategieberatung McKinsey an der Strategie. Republikanische US-Politiker forderten daraufhin den Ausschluss der Strategieberatung von US-Aufträgen.

## Inhalte von Made in China 2025
Chinas Transformation zur Industriemacht soll in drei Phasen erfolgen. Dazu wurden neun strategische Ziele formuliert und fünf landesweite Initiativen entwickelt. Insgesamt fokussiert sich die Strategie auf zehn Schlüsselindustrien.

### Strategische Zielsetzung bis 2049
Laut Plan wird China im ersten Schritt bis 2020 als erste Phase die Fertigungskapazitäten festigen und die Digitalisierung in der Fertigung steigern. Zusätzlich werden Kerntechnologien in den Schlüsselindustrien bewältigt, in Märkten, in denen China führend ist, Wettbewerbsvorteile entsprechend ausgebaut und die Produktqualität verbessert. Bis 2025 wird die Gesamtqualität der Fertigung wesentlich verbessert, Chinas Position als Fertigungsnation gestärkt, die Innovationskapazität deutlich gesteigert und die Integration von IT in die Industrie gesteigert. Der Energie- und Materialverbrauch sowie die Schadstoffemission in Schlüsselindustrien sollen das Niveau einer entwickelten Volkswirtschaft erreichen.
Im zweiten Schritt bis 2035 hat China das Ziel sich im Mittelfeld der  Industriemächte zu platzieren, große Durchbrüche in den Hauptbereichen zu erwirken und die allgemeine Wettbewerbsfähigkeit signifikant auszubauen. Im letzten Schritt bis 2049, zum hundertjährigen Bestehen der Volksrepublik, soll China als führende Industrienation an der Weltspitze stehen. China wird bis dahin die Fähigkeiten besitzen, Innovationen und fortschrittliche Technologien sowie industrielle Systeme zu entwickeln.

### Strategische Aufgaben und Schlüsselindustrien
Um die Transformation zur Industriemacht zu schaffen, setzt China auf Entwicklung und Fortschritte in den folgenden zehn Schlüsselindustrien: 
1. Maschinen für die Landwirtschaft;
2. Schiffbau und Meerestechnik;
3. Energieeinsparung und Elektromobilität;
4. Informations- und Kommunikationstechnologien der neuen Generation;
5. High-End gesteuerte Werkzeugmaschinensysteme und Robotertechnologie;
6. Elektrizitätsanlagen;
7. Anlagen für Luft- und Raumfahrttechnik;
8. Neue Werkstoffe und Materialien;
9. Moderne Anlagen für den Schienenverkehr und
10. Biomedizin und High-Performance Medizingeräte.

Zudem wurden folgende neun strategische Aufgaben formuliert:
1. Steigerung der Innovationsfähigkeit in der Fertigungsindustrie
2. Intensivere Integration von Informationstechnologien in die Industrie
3. Verstärkung der industriellen Basisfähigkeiten
4. Verbesserung des Marken- und Qualitätsbewusstseins chinesischer Marken
5. Förderung umweltfreundlicher Produktion
6. Förderung von technologischen Durchbrüchen in den zehn Schlüsselindustrien
7. Förderung der Umstrukturierung von produzierenden Branchen, indem nicht mehr Masse das Ziel ist, sondern die Qualität
8. Aktive Entwicklung von serviceorientierten Produzenten und Dienstleistern
9. Entwicklung der Fertigungsindustrie auf internationaler Ebene

### Fünf Initiativen
Made in China 2025 sieht fünf landesweite Initiativen vor. Die erste Initiative sieht den Aufbau von 15 neuen Forschungs- und Entwicklungszentren bis 2020 und 40 bis 2025 vor. Diese sollen zu Innovationen und technologischen Durchbrüchen in den Schlüsselbereichen führen. Die Zentren sollen in Zusammenarbeit mit Hochschulen, Forschungsakademien und Unternehmen aufgebaut werden.
Die zweite Initiative bezieht sich auf die Entwicklung innovativer industrieller High-End Projekte in den Schlüsselindustrien. Ziel ist die Durchführung unabhängiger Forschungs- und Entwicklung in diesen Sektoren, um ein Wachstum des chinesischen Marktanteils von geistigem Eigentum für hochwertige Geräte bis 2025 zu erreichen.
Die dritte Initiative sieht die Entwicklung von Projekten vor mit Fokus auf Green Manufacturing/umweltfreundliche Produktion. Dabei sollen Projekte unternommen werden, um die Energieeffizienz zu steigern und den Ressourceneinsatz zu senken. Des Weiteren soll die Umwelt geschützt werden. Ziel ist es, 1000 grüne Firmen und 100 grüne Parks bis 2020 zu bauen und den Emissionsausstoß um 20 % zu senken. Bis 2025 soll der Energieverbrauch dem eines fortgeschrittenen weltweiten Standards entsprechen.
Bei der vierten Initiative sollen Projekte entwickelt werden, welche sich auf Smart Manufacturing fokussieren. Dabei sollen führende chinesische Unternehmen beim Aufbau und Optimieren von Smart Manufacturing Techniken, Anpassung der Lieferkette und Digitalisierung von Fabriken beitragen. Ziel ist es, bis 2020 die Betriebskosten, Produktionszeit und Ausfallquoten um 30 % zu senken und anschließend auf 50 % bis 2025.
Die letzte Initiative fokussiert sich auf die Verstärkung der industriellen Grundlage. Dafür sollen vier Forschungszentren errichtet werden, um die Entwicklung von Materialien, industriellen Kernkomponenten und Techniken zu beschleunigen. Ziel der Initiative ist es bis 2020 die Selbstversorgung für die Kernmaterialien- und Komponenten in den Schlüsselindustrien auf 40 % und bis 2025 auf 70 % zu steigern.

## Pilotstädte
Testpilotstädte dienen als Maßnahme für die Umsetzung der Strategie Made in China 2025. Sie sind Demonstrationsgebiete, welche als Testumgebung für politische und institutionelle Innovationen dienen. Sie sollen Auskunft über eine mögliche Schaffung eines geeigneten wirtschaftlichen Umfelds für die Modernisierung und Transformation der Fertigungsindustrie geben. Zudem sind sie Ansatzpunkt für Made in China 2025, um neue Wege der Fertigungsindustrie zu erkunden. Laut dem Vizeminister des Ministeriums für Industrie und Informationstechnologie (MIIT) Xin Guobin sollte jede Pilotstadt auf den eigenen Entwicklungsstatus setzen, um den Plan umzusetzen, anstatt Industriebranchen als Priorität anzusehen.
Die erste Made in China 2025 Pilotstadt war die Küstenstadt Ningbo im Südosten der Zhejiang-Provinz aufgrund ihrer guten industriellen Grundlage. Weitere Pilotstädte sind u. a. die Hauptstadt der Provinz Sichuan, Chengdu, die Hauptstadt der Provinz Guangdong, Guangzhou, Hefei und Wuhan.

## Made in China 2025 vs. Industrie 4.0
Made in China 2025 wird oft mit der deutschen Industrie 4.0 gleichgesetzt. Industrie 4.0 ist eher als ein Teil der chinesischen Strategie anzusehen; Made in China 2025 geht über Industrie 4.0 hinaus. Während bei Industrie 4.0 technische Fortschritte im Vordergrund stehen, geht es bei dem chinesischen Pendant darum, die gesamte Industrie zu restrukturieren, um diese international wettbewerbsfähiger zu gestalten. Fertigungen sollen effizienter gestaltet und die Produktqualität soll gesteigert werden. Fortschritte in der Produktionstechnologie sind dabei nur eines der Instrumentarien.

## Rundfunkberichte
- Wie viel China steckt in Deutschland? – Kaufen Chinesen Deutschland auf?, ProSieben – Galileo, Folge 190, Staffel 2018 vom 14. Juni 2018 (YouTube)